# پیلیگ
پیلیگ (به آلمانی: Pillig) یک شهر در آلمان است که در ماین-کبلنتس واقع شده‌است. پیلیگ ۵۰۴ نفر جمعیت دارد.